# Большовский сельсовет (Липецкая область)
Большовский сельсове́т — сельское поселение в Воловском районе Липецкой области. 
Административный центр — село Нижнее Большое.

## История
В соответствии с законом Липецкой области №114-оз «О наделении муниципальных образований в Липецкой области статусом городского округа, муниципального  района, городского и сельского поселения» от 2 июля 2004 года Большовский сельсовет наделён статусом сельского поселения.

## Население
| 2010  | 2012  | 2013  | 2014  | 2015  | 2016  | 2017  |
| ----- | ----- | ----- | ----- | ----- | ----- | ----- |
| 1490  | ↘1436 | ↘1425 | ↗1431 | ↘1401 | ↘1387 | ↗1393 |
| 2018  | 2021  |       |       |       |       |       |
| ↘1380 | ↘1359 |       |       |       |       |       |

## Состав сельского поселения
| № | Населённый пункт | Тип населённого пункта       | Население |
| - | ---------------- | ---------------------------- | --------- |
| 1 | Вышнее Большое   | село                         | ↗739      |
| 2 | Нижнее Большое   | село, административный центр | ↗780      |